# رشوف
الرشوف (المدقوقة في بعض المناطق) هي أكلة أردنية منتشرة (بطرق تحضير مختلفة) في مختلف مناطق المملكة الأردنية الهاشمية. تعد من الأكلات الشتوية، ويتم إعدادها من ثلاثة مواد رئيسية:
- الجريشة، وهي الطحين الخشن من مادة القمح.
- العدس البلدي.
- اللبن المخيض
- في البلقاء يضاف البصل المقلي بالسمن البلدي.

في بعض المناطق يُضاف الخبز للرشوف ليصبح ثريداً.